# La Seu d'Urgell
La Seu d'Urgell (španělsky Seo de Urgel) je město ve Španělsku s  obyvateli. Administrativně patří k provincii Lleida v autonomním společenství Katalánsko. Nachází se na svazích Pyrenejí v historické oblasti Urgellet. Městem prochází silnice N-145, která spojuje Španělsko s Andorrou. Zdejší biskup je od roku 1278 andorrským spoluknížetem.
Město leží na soutoku řek Valira a Segre v nadmořské výšce 650 až 1 040 m. V jeho blízkosti se nachází Přírodní park Cadí-Moixeró. Nejvyšší horou v okolí je Pic de Salòria s 2 789 m n. m. Od roku 1975 je součástí města také vesnice Castellciutat s historickou pevností.

## Historie
Původ názvu je odvozován od výrazu sedes pro biskupské sídlo a baskického urtx ellu pro přítomnost vody. Iberové je nazývali Arse-durgui a Římané civitas Orgellia. Ve 4. století byla založena Diecéze urgelská. Zdejším biskupem byl koncem osmého století významný christolog Felix z Urgellu. V té době také vzniklo Urgellské hrabství, které bylo roku 1413 připojeno k Aragonii.
Z desátého století pochází iluminovaný rukopis Urgell Beatus. Katedrála v La Seu d'Urgell v románském slohu je zasvěcena Panně Marii; byla postavena ve 12. století a projektoval ji Ramon Llambard. Ve městě se rovněž nachází klášter Germanes de la Sagrada Família d'Urgell.
La Seu d'Urgell je centrem comarky Alt Urgell. Nachází se zde muzeum, knihovna, nemocnice a policejní stanice. Sídlí zde pobočka vzdělávací instituce Universidad Nacional de Educación a Distancia. V centru se konají pravidelné trhy a festival pouličního umění Mercat Medieval dels Canonges. Historickou zajímavostí jsou kamenné nádoby na měření obilí.
V blízkosti města byl vybudován Parc Olímpic del Segre, umělá dráha pro slalom na divoké vodě o délce 300 m, kde se konaly soutěže Letních olympijských her 1992 a tři mistrovství světa ve vodním slalomu (1999, 2009 a 2019). V nedalekém Montferrer i Castellbò je od roku 1982 v provozu Letiště Andorra–La Seu d'Urgell. 
Zdejšími rodáky jsou spisovatelka Teresa Colom i Pich a běžec na lyžích Jordi Ribó.

## Galerie

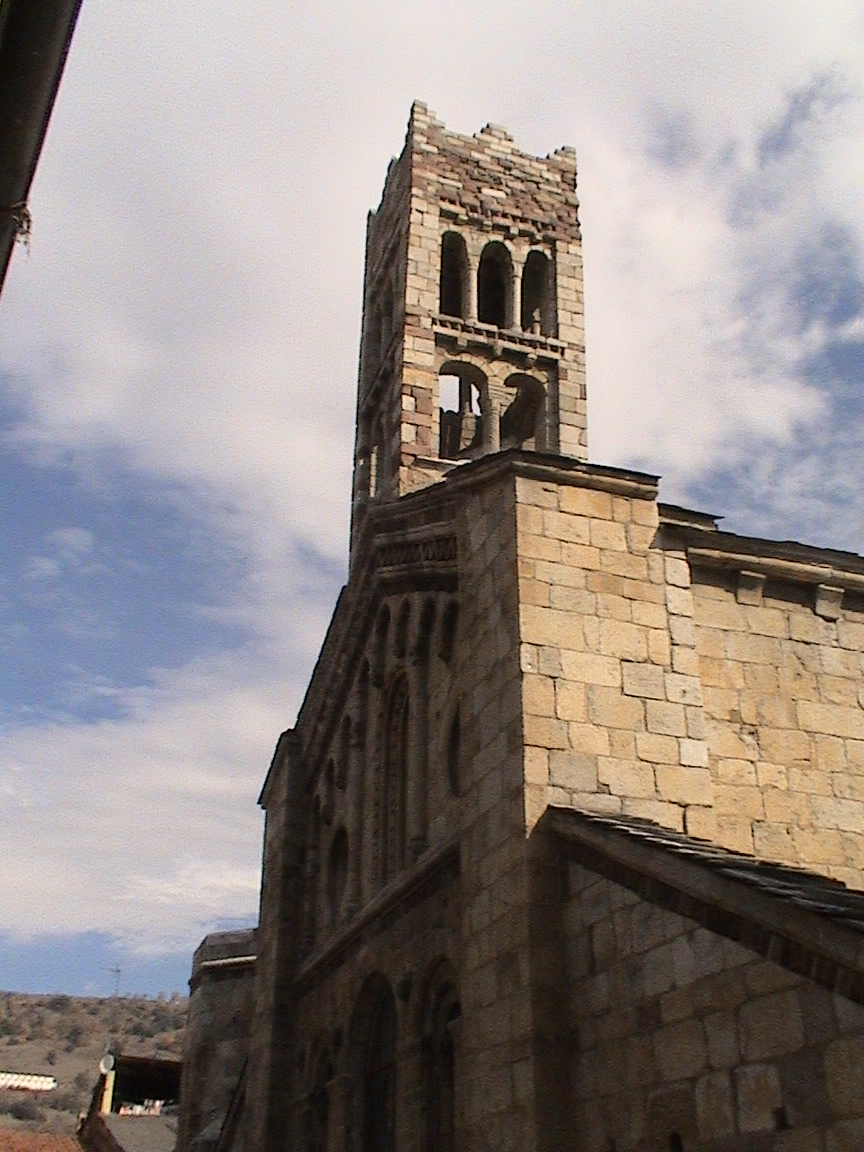
Katedrála
Mapa obce
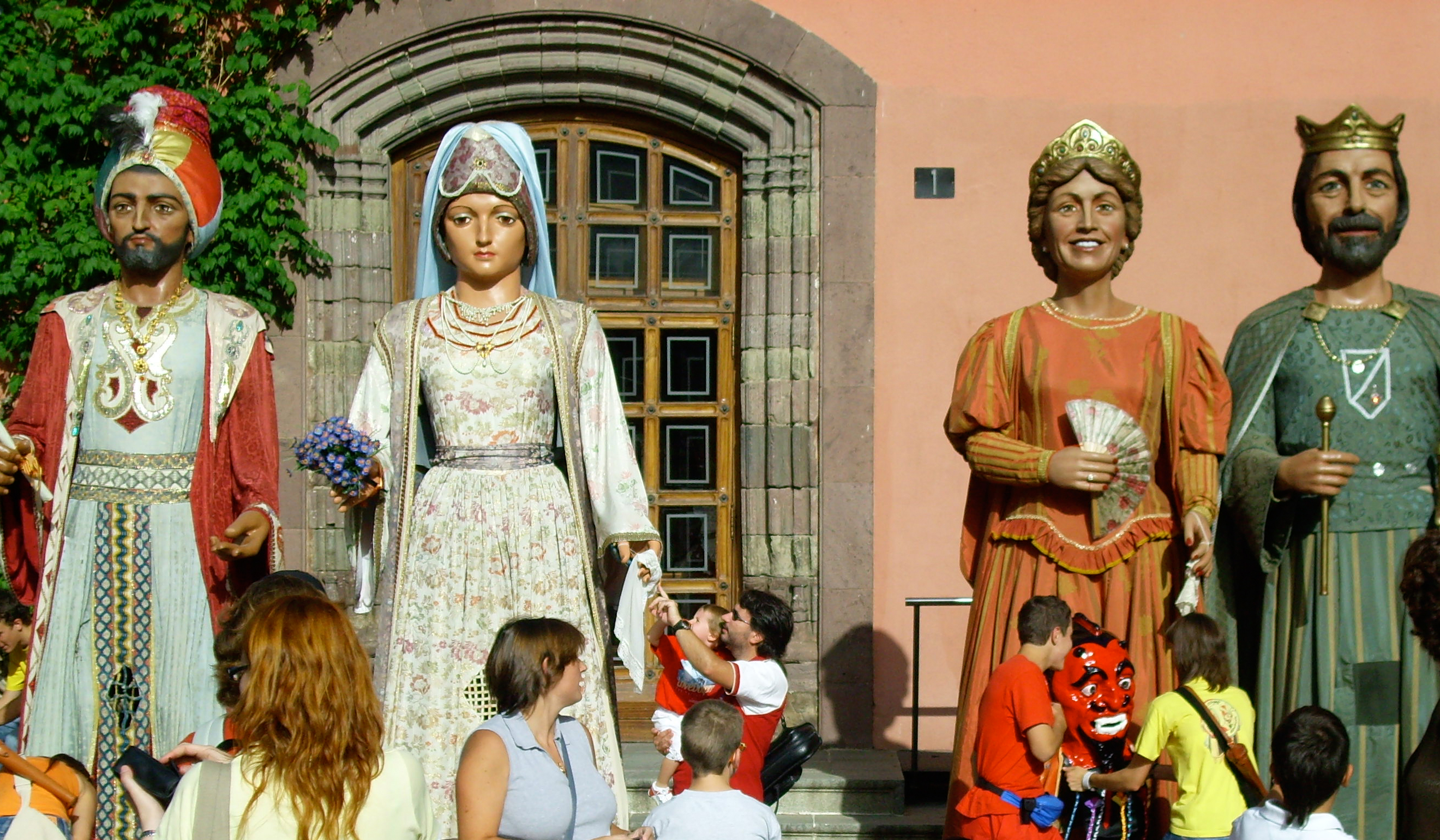
Městská slavnost
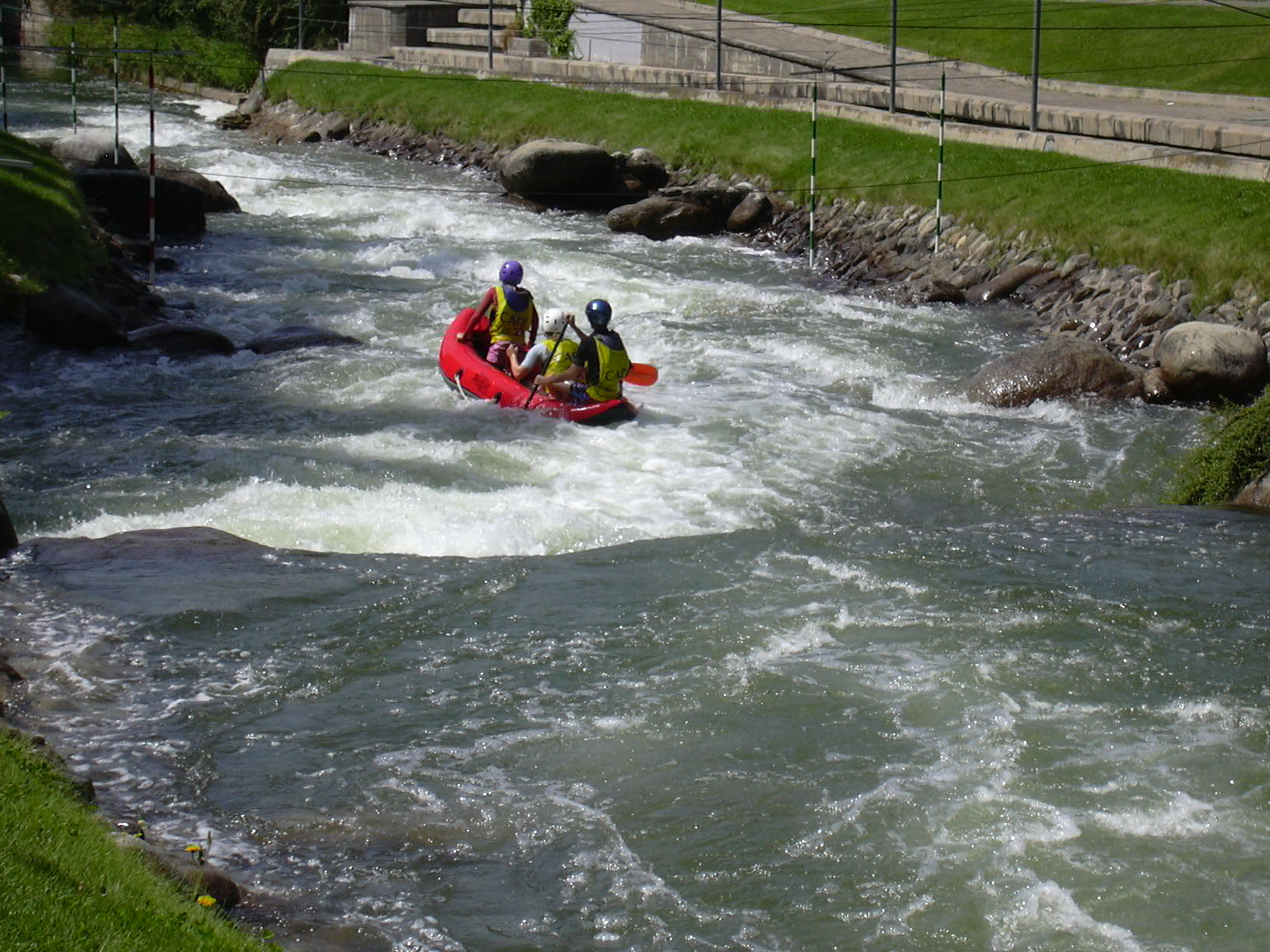
Olympijský park